# Paavo Nurmi Games 2020
Die Paavo Nurmi Games 2020 war eine Leichtathletik-Veranstaltung, die am 11. August 2020 im Paavo-Nurmi-Stadion im südfinnischen Turku stattfand. Die Veranstaltung war Teil der World Athletics Continental Tour und zählte zu den Gold-Meetings, der höchsten Kategorie dieser Leichtathletik-Serie.

## Resultate

### Männer

#### 100 m
| Platz | Athlet              | Land | Zeit (s) |
| ----- | ------------------- | ---- | -------- |
| 1     | Marcell Jacobs      | ITA  | 10,11    |
| 2     | Chijindu Ujah       | GBR  | 10,17 SB |
| 3     | Joris van Gool      | NED  | 10,28    |
| 4     | Viljami Kaasalainen | FIN  | 10,34 PB |
| 5     | Taymir Burnet       | NED  | 10,37    |
| 6     | Samuli Samuelsson   | FIN  | 10,39    |
| 7     | Riku Illukka        | FIN  | 10,51    |
| 8     | Christophe Lemaitre | FRA  | DNF      |

Wind: +1,3 m/s

#### 110 m Hürden
| Platz | Athlet          | Land | Zeit (s) |
| ----- | --------------- | ---- | -------- |
| 1     | Andrew Pozzi    | GBR  | 13,17 WL |
| 2     | Wilhem Belocian | FRA  | 13,38 SB |
| 3     | David King      | GBR  | 13,57    |
| 4     | Antonio Alkana  | RSA  | 13,58 SB |
| 5     | Elmo Lakka      | FIN  | 13,79    |
| 6     | Hassane Fofana  | ITA  | 13,88    |
| 7     | Ilari Manninen  | FIN  | 14,11    |
| 7     | Oskari Mörö     | FIN  | 52,64    |

#### 400 m Hürden
| Platz | Athlet          | Land | Zeit (s) |
| ----- | --------------- | ---- | -------- |
| 1     | Nick Smidt      | NED  | 49,84 SB |
| 2     | Rasmus Mägi     | EST  | 50,01    |
| 3     | Ludvy Vaillant  | FRA  | 50,37    |
| 4     | Chris McAlister | GBR  | 50,71    |
| 5     | Ramsey Angela   | NED  | 51,04    |
| 6     | Tuomas Lehtonen | FIN  | 51,05 PB |
| 7     | Patryk Dobek    | POL  | 51,81    |
| 7     | Oskari Mörö     | FIN  | 52,64    |

#### 3000 m Hindernis
| Platz | Athlet               | Land | Zeit (min) |
| ----- | -------------------- | ---- | ---------- |
| 1     | Topi Raitanen        | FIN  | 8:22,45 SB |
| 2     | Phil Norman          | GBR  | 8:23,60 PB |
| 3     | Alexis Phelut        | FRA  | 8:32,12 PB |
| 4     | Yohanes Chiappinelli | ITA  | 8:36,17    |
| 5     | Martin Grau          | GER  | 8:36,26 SB |
| 6     | Zak Seddon           | GBR  | 8:36,72    |
| 7     | Tim Van de Velde     | BEL  | 8:38,75 SB |
| 8     | Jonathan Hopkins     | GBR  | 8:42,28    |
| 9     | Kaur Kivistik        | EST  | 8:52,79    |

#### Diskuswurf
| Platz | Athlet                   | Land | Weite (m) |
| ----- | ------------------------ | ---- | --------- |
| 1     | Daniel Ståhl             | SWE  | 69,23     |
| 2     | Andrius Gudžius          | LTU  | 66,39     |
| 3     | Kristjan Čeh             | SVN  | 66,07     |
| 4     | Robert Urbanek           | POL  | 63,61     |
| 5     | Simon Pettersson         | SWE  | 63,13     |
| 6     | Alin Alexandru Firfirică | ROM  | 60,98     |
| 7     | Frantz Kruger            | FIN  | 56,62     |

#### Speerwurf
| Platz | Athlet              | Land | Weite (m) |
| ----- | ------------------- | ---- | --------- |
| 1     | Johannes Vetter     | GER  | 91,49 WL  |
| 2     | Andreas Hofmann     | GER  | 85,24 SB  |
| 3     | Gatis Čakšs         | LAT  | 82,65     |
| 4     | Norbert Rivasz-Tóth | HUN  | 82,22 SB  |
| 5     | Kim Amb             | SWE  | 81,38     |
| 6     | Lassi Etelätalo     | FIN  | 79,77 SB  |
| 7     | Topias Laine        | FIN  | 72,88     |

### Frauen

#### 800 m
| Platz | Athlet          | Land | Zeit (min) |
| ----- | --------------- | ---- | ---------- |
| 1     | Sara Kuivisto   | FIN  | 2:03,13    |
| 2     | Nadia Power     | IRL  | 2:03,13 SB |
| 3     | Noélie Yarigo   | BEN  | 2:07,29    |
| 4     | Viola Westling  | FIN  | 2:09,13 PB |
| 5     | Heini Ikonen    | FIN  | 2:09,39 PB |
| 6     | Katja Blunden   | FIN  | 2:10,24 SB |
| 7     | Marika Aarnio   | FIN  | 2:11,54 PB |
| 8     | Riina Heikkonen | FIN  | 2:13,13    |
| 9     | Viivi Lankinen  | FIN  | 2:14,68    |

#### 1500 m
| Platz | Athlet                  | Land | Zeit (min) |
| ----- | ----------------------- | ---- | ---------- |
| 1     | Melissa Courtney-Bryant | GBR  | 4:03,69    |
| 2     | Elise Vanderelst        | BEL  | 4:09,32    |
| 3     | Amalie Sæten            | NOR  | 4:09,78 PB |
| 4     | Katharina Trost         | GER  | 2:10,58    |
| 5     | Rosie Clarke            | GBR  | 4:11,25    |
| 6     | Erin Wallace            | GBR  | 4:16,75    |

#### 100 m Hürden
| Platz | Athlet            | Land | Zeit (s) |
| ----- | ----------------- | ---- | -------- |
| 1     | Nadine Visser     | NED  | 12,68 WL |
| 2     | Luminosa Bogliolo | ITA  | 12,79 SB |
| 3     | Luca Kozák        | HUN  | 12,83 PB |
| 4     | Annimari Korte    | FIN  | 12,89    |
| 5     | Nooralotta Neziri | FIN  | 13,00    |
| 6     | Lotta Harala      | FIN  | 13,10 PB |
| 7     | Reetta Hurske     | FIN  | 13,11    |
| 8     | Solène Ndama      | FRA  | 13,21 SB |

Wind: +1,2 m/s

#### Hochsprung
| Platz | Athletin         | Land | Höhe (m) |
| ----- | ---------------- | ---- | -------- |
| 1     | Heta Tuuri       | FIN  | 1,85 SB  |
| 2     | Bára Sajdoková   | CZE  | 1,82     |
| 3     | Jessica Kähärä   | FIN  | 1,82     |
| 4     | Jeanelle Scheper | LCA  | 1,77     |
| 5     | Linda Sandblom   | FIN  | 1,77     |
| 6     | Laura Gröll      | GER  | 1,72     |
|       | Erika Furlani    | ITA  | NH       |

#### Stabhochsprung
| Platz | Athletin               | Land | Höhe (m) |
| ----- | ---------------------- | ---- | -------- |
| 1     | Nikoleta Kyriakopoulou | GRC  | 4,63 SB  |
| 2     | Holly Bradshaw         | GBR  | 4,63     |
| 3     | Eleni-Klaoudia Polak   | GRC  | 4,53     |
| 4     | Elina Lampela          | FIN  | 4,41     |
| 5     | Romana Maláčová        | CZE  | 4,41     |

#### Weitsprung
| Platz | Athletin          | Land | Weite (m) |
| ----- | ----------------- | ---- | --------- |
| 1     | Jazmin Sawyers    | GBR  | 6,54      |
| 2     | Abigail Irozuru   | GBR  | 6,52      |
| 3     | Maria Huntington  | FIN  | 6,50      |
| 4     | Petra Farkas      | HUN  | 6,34      |
| 5     | Anasztázia Nguyen | HUN  | 6,33      |
| 6     | Alina Rotaru      | ROM  | 6,31      |
| 7     | Yanis David       | FRA  | 6,19      |
| 8     | Taika Koilahti    | FIN  | 5,82      |

#### Dreisprung
| Platz | Athletin         | Land | Weite (m) |
| ----- | ---------------- | ---- | --------- |
| 1     | Kristiina Mäkelä | FIN  | 14,12     |
| 2     | Gabriela Petrowa | BUL  | 14,08     |
| 3     | Dovilė Kilty     | LTU  | 13,79     |
| 4     | Naomi Ogbeta     | GBR  | 13,74     |
| 5     | Janne Nielsen    | DEN  | 13,71 w   |
| 6     | Evelise Veiga    | POR  | 13,53     |
| 7     | Diana Zagainova  | LTU  | 13,25     |